# Monodelphis sanctaerosae
Monodelphis sanctaerosae és una espècie de didelfimorf de la família dels opòssums (Didelphidae). És endèmic del departament de Santa Cruz (est de Bolívia). És un opòssum de mida petita, amb una llargada de cap a gropa de 108 mm, una cua de 60 mm i un pes de 23 g. Té les orelles nues. Com que fou descoberta fa poc, l'estat de conservació d'aquesta espècie encara no ha estat avaluat formalment.